# Dinah Pfaus-Schilffarth
Dinah Alice Pfaus-Schilffarth (* 19. Mai 1973 in Augsburg; † 21. Januar 2019 in Greiz) war eine deutsche Schauspielerin und Musicaldarstellerin.

## Leben
Dinah Pfaus-Schilffarth war die Tochter der Künstlerin Doris Schilffarth und des Augsburger Zeitungsverlegers Walter Kurt Schilffarth. Sie hatte mit der Journalistin Anja Marks-Schilffarth eine Schwester.
Sie durchlief eine umfangreiche Gesangs-, Ballett-, Jazztanz- und Schauspielausbildung, die sie am Theater an der Wien absolvierte. Bekannt wurde sie durch die Rolle der Cleo Winter, die sie von 1996 bis 1998 in der ARD-Serie Verbotene Liebe spielte. Weitere Fernsehauftritte hatte sie in Serien wie SOKO oder Kommissar Rex.
Auch als Musicaldarstellerin war sie in Hauptrollen in Deutschland, Österreich und der Schweiz engagiert. Große Erfolge feierte sie mit Produktionen wie Édith Piaf, der Rocky Horror Show und der europäischen Uraufführung von Verschlingt Raoul am St. Pauli Theater in Hamburg.
Dinah Pfaus-Schilffarth war mit ihrem Schauspielkollegen Roland Pfaus verheiratet, den sie während der Dreharbeiten für Verbotene Liebe in Köln kennenlernte – hier verliebten sie sich zunächst vor der Kamera. Das Ehepaar gründete in Augsburg den „First Stage Club“, eine Schauspiel- und Musicalschule. Die Einrichtung existierte nur wenige Jahre. 1998 produzierten sie den Kinofilm Lava und gründeten die „Lavaluna Filmproduktion“. Ab 2010 war Schilffarth praktizierende Schamanin und schrieb auch eigene Texte und Lieder. Mit ihrem Ehemann und den beiden gemeinsamen Zwillingssöhnen lebte sie in Potsdam.
Nachdem Schilffarth ihre Karriere bereits 1997 aus gesundheitlichen Gründen unterbrechen musste, als bei ihr Lymphdrüsenkrebs diagnostiziert wurde, kehrte die Krankheit im Frühjahr 2018 zurück, der sie schließlich am 21. Januar 2019 erlag.